# Онжас
Онжас (каз. Онжас) — село в Кербулакском районе Жетысуской области Казахстана. Входит в состав Шубарского сельского округа. Код КАТО — 194667300.

## Население
В 1999 году население села составляло 413 человек (197 мужчин и 216 женщин). По данным переписи 2009 года, в селе проживали 404 человека (195 мужчин и 209 женщин).